# 에리옵스
에리옵스 /ˈɛəri.ɒps/ 는 "잡아늘인 얼굴"이라는 의미로 두개골의 거의 대부분이 눈보다 앞에 위치한 것에서 유래한 이름이다. 에리옵스는 멸종한 반수생 분추류 양서류의 한 속으로 주로 텍사스 아처 카운티의 하부 페름기 아드미랄 층 (약 2억 9500만 년 전)에서 발견되며 뉴멕시코와 미국 동부에서도 찾아볼 수 있다. 에리옵스는 웨스트버지니아의 브랙스톤 카운티의 콘모 층군(Conemaugh Group)의 더 오래된 펜실바니아기 지층에서도 발견된다. 에리옵스는 평균적으로 1.5-2.0 미터의 몸길이를 가지고 있어서 생존 당시 가장 큰 육상동물 중 하나였다. 약 90 kg 정도의 몸무게를 가지고 있었다. 에리옵스를 잡아먹는 동물은 거의 없었을 것으로 보이는데 몸집이 더 크고 당시의 최상위 포식자였던 디메트로돈은 에리옵스를 잡아먹었을 수 있다. 에리옵스의 완전한 골격화석이 하부 페름기 지층에서 여럿 발견되었지만 두개골과 이빨이 가장 흔한 에리옵스의 화석이다. 에리옵스는 그 조상들보다 육상생활에 더 잘 적응했다. 튼튼한 다리와 강력한 척추뼈가 물 밖에서도 몸을 지탱해 주었다.

## 특징

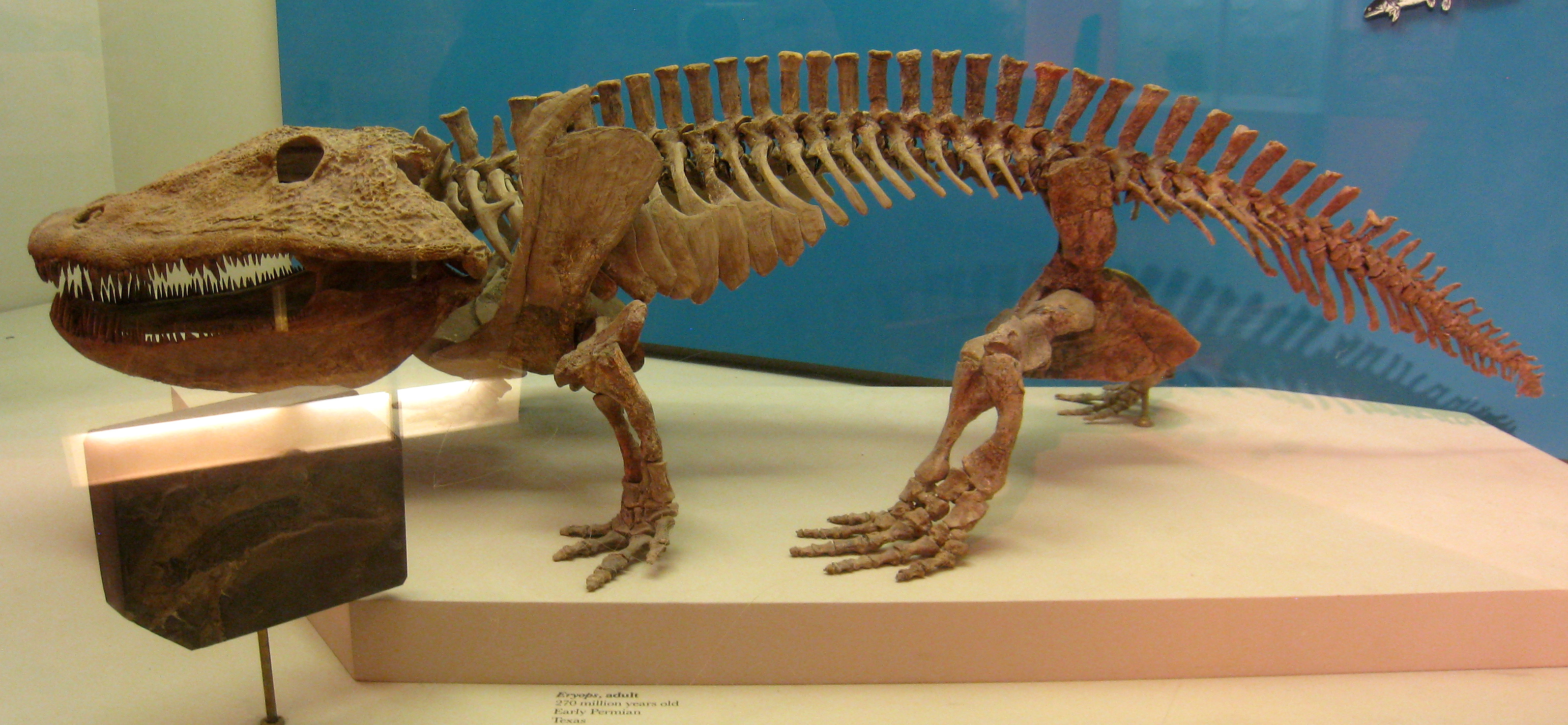
자연사박물관의 에리옵스 화석.

에리옵스의 두개골은 상대적으로 커서 넓고 납작하며 길이가 60 cm까지 자란다. 두개골은 도롱뇽과 유사하게 생겼다. 거대한 입에는 날카로운 이빨과 강력한 턱을 갖추고 있었다. 이빨은 상아질이 복잡하게 접힌 형태를 하고 있어서 미치류(미궁같은 이빨)로 분류된다. 넓고 크게 벌릴 수 있는 턱과 입천장에 위치한 엄니같은 이빨을 가지고 있어서 입을 크게 벌리고 관성을 이용해 먹이를 삼켰을 가능성이 있다. 양서류가 먹이를 잡았을 때 씹을 수 있는 구조를 가지고 있지 않으면 머리를 위로 제껴서 먹이를 입 안쪽으로 집어넣는 것을 말한다. 이런 섭식방법은 오늘날의 악어에서 볼 수 있다. 에리옵스는 아주 활동적이지는 않았을 것이라고 해석되며 따라서 포식자로서의 생활은 가능하긴 했지만 일반적인 것은 아니었을 것으로 보인다. 물 속에서, 혹은 호수나 늪지의 가장자리에 올라와 움직이기 힘들게 된 어류를 잡아먹었을 것이다. 당시에는 육상생활을 하는 무척추동물도 매우 많았기 때문에 그것만으로도 충분한 양의 먹이가 되었을 수도 있다.
에리옵스의 눈구멍은 크고 위쪽을 향하고 있다. 짧고 거대한 네 다리로 몸을 지탱하여 땅 위에서 낮은 자세를 취했을 것이다. 꼬리가 짧은 것을 보면 헤엄을 빨리 잘 쳤을 것으로 보이지는 않는다. 납작한 두개골과 큰 눈, 그리고 위쪽에 위치한 콧구멍 등을 보면 에리옵스는 오늘날의 악어처럼 눈과 코만 내놓은 채 물 속에 조용히 숨어 있다가 먹이를 사냥하는 전략을 썼을 것이다.
에리옵스의 팔이음뼈는 고도로 발달되어 있어 커다란 근육이 팔이음뼈와 앞다리 모두에 붙을 수 있게 되어 있다. 가장 눈에 띄는 것은 팔이음뼈가 두개골과 완전히 분리되어 있어 육상에서의 이동을 쉽게 했다는 점이다. 육기어류의 클레이트룸(cleithrum)은 차골(clavicle) 형태로 보존되었고 간차골(interclavicle)이 잘 발달되어 가슴 아래쪽에 위치한다. 원시적인 형태에서는 두 개의 차골과 간차골이 넓은 가슴판을 형성하도록 몸 아래쪽에서 자랄 수도 있었겠지만 에리옵스는 이런 형태는 아니었다. 팔이음뼈의 위쪽에는 납작한 견갑골이 있고, 관절와(glenoid cavity)는 아래쪽에 위치하고 있어 상완골과 이어진다. 등쪽에는 크고 납작한 판 모양의 부리뼈가 중심선 쪽으로 위치한다.

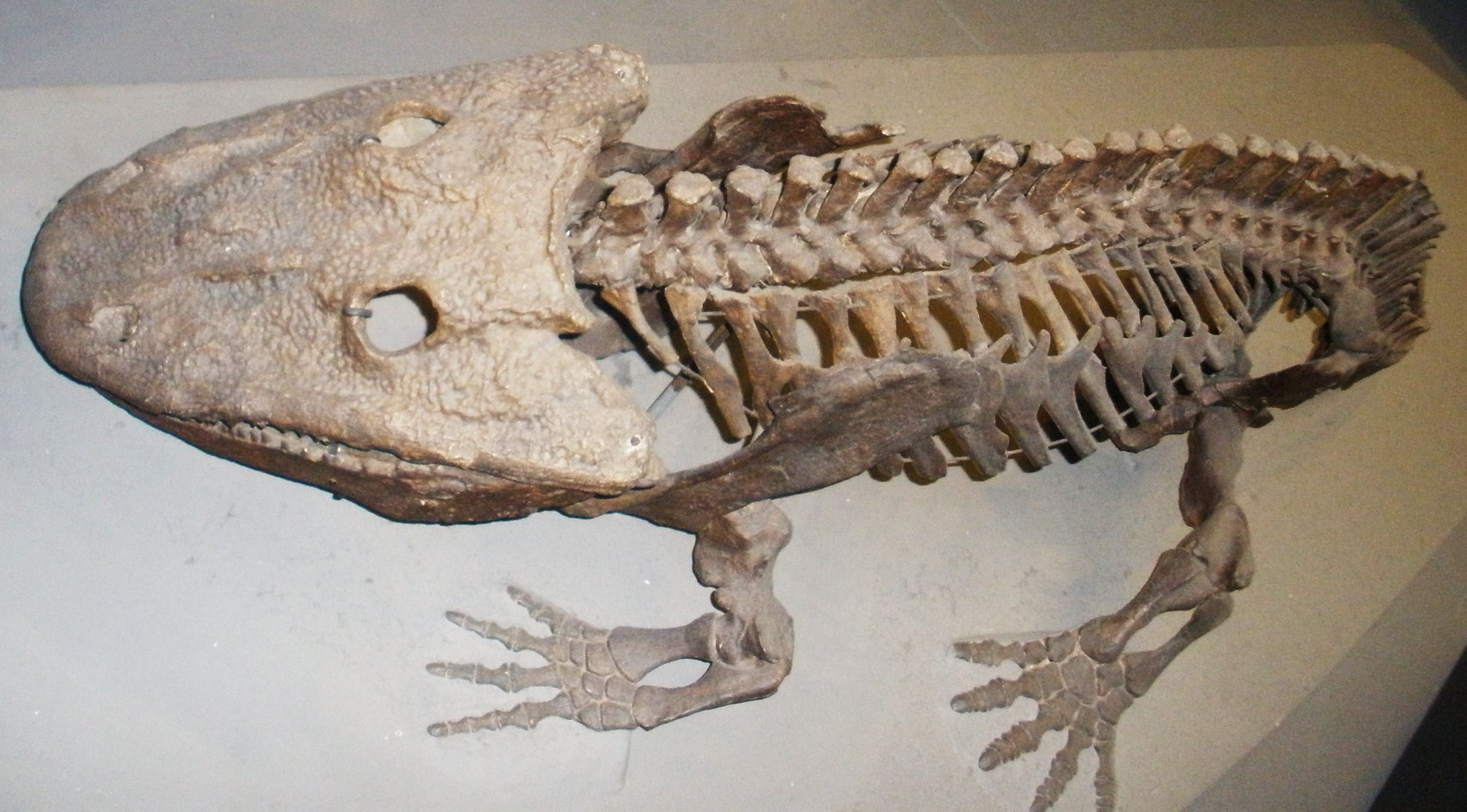
런던의 자연사박물관에 전시된 골격

다리이음뼈 역시 어류에서 볼 수 있는 간단한 판 모양보다는 훨씬 크고 더 많은 근육을 수용한다. 등쪽으로 높이 솟아있고 한개 이상의 특화된 천골을 통해 척추와 이어진다. 뒷다리는 체중을 지탱할 뿐 아니라 추진력을 제공한다는 점에서 더 특화되어 있다. 등쪽으로 솟아 있는 다리이음뼈는 장골이며 배쪽에 있는 부분은 앞쪽의 치골과 뒤쪽의 좌골이다. 이 세 뼈는 삼각형의 한가운데서 만나서 관골구를 이루며 이곳에서 넙다리뼈와 연결된다.
에리옵스의 장골과 천골을 강력하게 연결해주는 것은 인대로, 구조적으로는 가장 원시적인 엠볼로메리류의 양서류와 초기 파충류의 중간형태이나 계통발생학적으로 보았을 때는 중간형태라고 할 수 없다. 이후의 척추동물에서 많이 발견되는 형태는 연골, 장골과 합쳐진 여러 개의 천골, 그리고 인대가 모두 활용되는 것이다.

## 고생물학

### 호흡

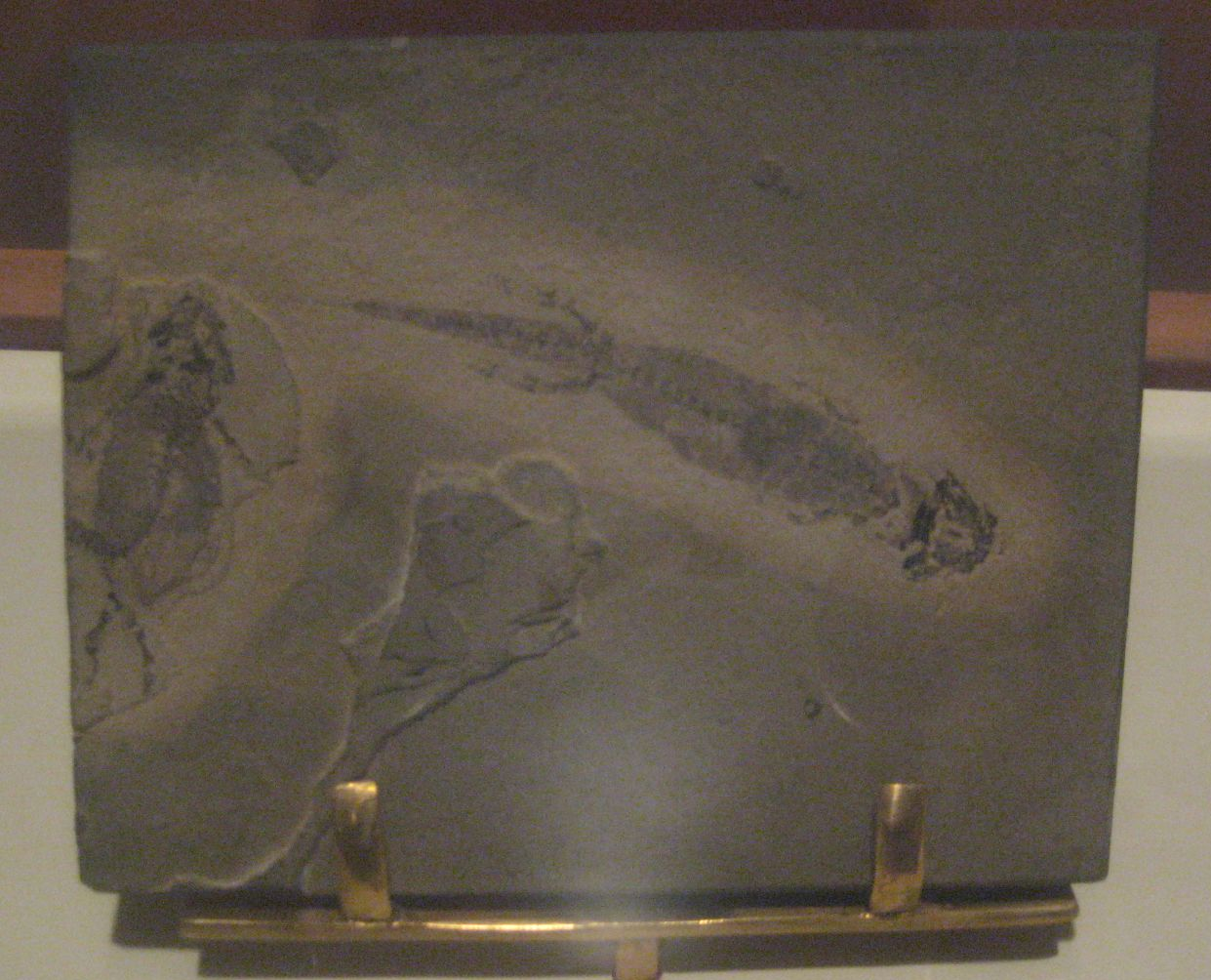
에리옵스의 올챙이일지도 모르는 펠로사우루스 라티켑스(Pelosaurus laticeps)

현생 양서류와 마찬가지로 에리옵스는 공기를 허파로 들이마셔 산소를 흡수하고 이산화탄소를 배출하는 것으로 호흡을 했다. 하지만 현생 양서류와 달리 에리옵스는 몸집이 커서 표면적대 부피 비률이 작기 때문에 아마 피부를 통해서는 효율적으로 호흡하지 못했을 것이다.현생 양서류와 달리 에리옵스의 갈비뼈는 잘 발달되어 있으나 움직이지 못하기 때문에 흉곽을 확장시켜 호흡을 돕지는 못했다. 따라서 에리옵스는 설골(hyoid apparatus)을 이용해 입의 바닥을 들어올리고 밑으로 내리는 것으로 허파에 공기를 주입하는 볼 펌핑(buccal pumping)을 통해 호흡을 했을 것이다.

### 이동방식

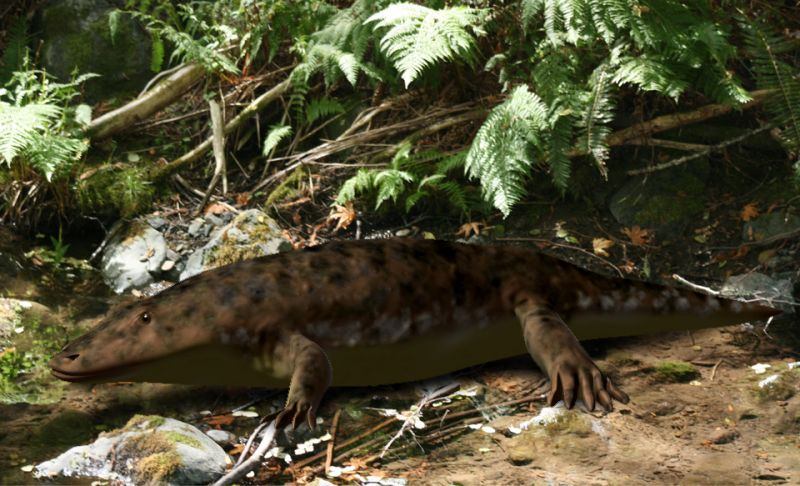
복원도

에리옵스의 위팔과 넙다리는 몸에서 곧바로 뻗어나오는 형태를 지니며 아래팔과 정강이는 거기에서 아래쪽으로 거의 직각으로 꺾여 내려오는 전형적인 양서류의 자세를 보여준다. 체중이 다리에 직접 전달되는 대신 다다리를 통해 바깥쪽으로 전달된 다음 직각으로 꺾여 정강이와 아래팔을 통해 땅으로 전달된다. 걸을 때 몸을 땅에서 들어올려 유지하는 데 대부분의 힘이 소모되므로 느리고 힘들었을 것이다. 이런 자세로는 짧고 넓은 걸음을 걸을 수 밖에 없다. 석탄기 암석에서 발견된 화석화된 발자국을 통해 실제로 그랬다는 것이 확인되었다.
에리옵스의 다리에 인대가 부착되어 있었다는 것은 현생 육상동물이 이동을 위해 다리를 사용할 때 볼 수 있는 뼈 및 연골 이용의 전조를 볼 수 있다는 점에서 중요하다.
에리옵스의 원시적인 종은 에리옵스 메가케팔루스 (Eryops megacephalus "큰 머리"란 의미) 로 명명되었다.

## 같이 보기
- 고대 양서류
- 네발동물

## 참고 문헌
1. ↑  Murphy, James L. (1971), "Eryopsid Remains from the Conemaugh Group, Braxton County, West Virginia", Southeastern Geology, 13(4): 265-273.
2. ↑  http://www.geol.umd.edu/~tholtz/G104/handouts/104usnm108.pdf